# Мајад (Муреш)
Мајад (рум. Maiad) насеље је у Румунији у округу Муреш у општини Галешти. Oпштина се налази на надморској висини од 383 m.

## Становништво
Према подацима из 2002. године у насељу је живело 414 становника.

### Попис2002.
| Расподела становништва по националности 2002.‍ | Расподела становништва по националности 2002.‍ | Расподела становништва по националности 2002.‍ | Расподела становништва по националности 2002.‍ | Расподела становништва по националности 2002.‍ |
| --------------------------------------------- | --------------------------------------------- | --------------------------------------------- | --------------------------------------------- | --------------------------------------------- |
|                                               |                                               |                                               |                                               |                                               |
| Румуни                                        | Румуни                                        |                                               | 11                                            | 2,7%                                          |
| Мађари                                        | Мађари                                        |                                               | 318                                           | 76,8%                                         |
| Роми                                          | Роми                                          |                                               | 85                                            | 20,5%                                         |